# سالفورد سيتي
نادي سالفورد سيتي لكرة القدم (بالإنجليزية: .Salford City F.C)‏ هو نادٍ محترف لكرة القدم في سالفورد بإنجلترا، والذي ينافس في دوري الدرجة الثانية، الدرجة الرابعة من نظام الدوري الإنجليزي لكرة القدم، بعد تحقيقه للترقية من الدوري الوطني في موسم 2018-19.
تأسس النادي باسم سالفورد سنترال ميسيون عام 1940، ثم تغير إلى سالفورد سنترال في عام 1947، ولعب كرة قدم ثانوية في الدوري المحلي حتى فوزه بمكان في دوري مانشستر في عام 1963. فاز سالفورد بكأس لانكشاير للهواة في أعوام 1971 و 1973 و 1975 وكأس مانشستر الممتاز في 1978 و 1979. انضم النادي إلى دوري مقاطعة تشيشاير في عام 1980، والتي اندمجت في دوري كرة القدم في المقاطعات الشمالية الغربية (NWCFL) بعد ذلك بعامين. غيرالنادي اسمه مرة أخرى في عام 1989م إلى سالفورد سيتي، وضمنوا الصعود إلى الدوري الشمالي الممتاز (NPL)، وفي عام 2008 نجا النادي في الدوري في اليوم الأخير من الموسم التالي، وهو إنجاز معروف في فولكلور النادي باسم الهروب الكبير.
في عام 2014، استولى على سالفورد لاعبو مانشستر يونايتد السابقون، نيكي بات، وريان غيغز، وغاري نيفيل، وفيل نيفيل، وبول سكولز، الذين يمتلك كل منهم 10٪ من النادي، فيما يمتلك رجل الأعمال السنغافوري بيتر ليم النسبة المتبقية؛ اشترى ديفيد بيكهام حصة 10٪ من ليم في عام 2019. وتحت قيادة الثنائي أنتوني جونسون وبرنارد مورلي، توجوا ببطولة (NPL) في القسم الأول من عام 2015، وفازوا في التصفيات (NPL) القسم الأول في 2016، وحصلوا على لقب دوري الشمال الوطني في عام 2018. تبع هذا النجاح في عام 2019 بالترقية إلى دوري كرة القدم الإنجليزية (EFL) بعد الفوز في نهائي دوري كرة القدم الوطني لعام 2019، تحت إشراف غراهام ألكسندر. فاز سالفورد بكأس دوري كرة القدم الإنجليزية EFL في محاولته الأولى.
يلعب سالفورد مبارياته على أرضه في ملعب مور لين، والذي خضع لتحول كبير بين عامي 2016 و2017، ويُعرف حاليًا باسم «ملعب بينينسولا» لأغراض الرعاية. ارتدى النادي بشكل أساسي قمصان باللون اليوسفي والسراويل السوداء طوال تاريخه المسجل، قبل التحول إلى القمصان الحمراء والسراويل البيضاء بعد الاستحواذ. اشتق لقب النادي، ذا أميس من اسمه من أوائل الستينيات إلى أوائل السبعينيات، سالفورد هواة. نشيد النادي هو غلاف ذا بوغيس من «المدينة القديمة القذرة»، وهي أغنية كتبها أحد سكان سالفورد المحلي إيوان ماكول.

## التاريخ

### من 1940 إلى 1982: الأصدقاء في كرة القدم للهواة
تأسس النادي في عام 1940 باسم سالفورد سنترال ميسيون ، والذي سمي على اسم كنيسة سالفورد التي تحمل نفس الاسم حيث تم تأسيس النادي. مع اختصار الاسم إلى سالفورد سنترال في عام 1947. تنافس النادي في بطولات الدوري المحلية حتى عام 1963، عندما تمت ترقيتهم إلى دوري مانشستر وتغيير اسم النادي إلى هواة سالفورد. الملقب الآن بـ «الأصدقاء»، فاز سالفورد بكأس لانكشاير للهواة (LFA) لأول مرة في عام 1971، بفوزه على أينتري فيلا (4-0) في أولد ترافورد، مع وصول جميع الأهداف الأربعة في الوقت الإضافي. فازوا بكأس LFA الثاني للهواة في عام 1973، بفوزهم على لانجتون (3-1) في أولد ترافورد. وفاز بالمركز الثالث عام 1975 بفوزه على ووترلو دوك (2-1) في ملعب ماين رود. اقترب سالفورد من تحقيق الفوز الرابع في الكأس عام 1977، حيث بلغ نصف النهائي قبل أن يخسر أمام بلاكبول رينجرز.
حقق النادي المزيد من النجاح في وقت لاحق من هذا العقد عندما فاز بكأس مانشستر الممتاز، ورفع الكأس في عامي 1978 و 1979. ثم غير النادي اسمه مرة أخرى، وأسقط لقب الهواة ليصبح معروفًا ببساطة باسم سالفورد، وانتقل إلى مكانه الحالي في أرضه مور لين عام 1978. في موسم 1980-1981، وصل سالفورد إلى الدور الرابع من (FA Vase)، وخسر (2-0) أمام الفائز في النهاية ويكهام. بعد استعادة الأرض والاندماج مع أنسون فيلا، انضم سالفورد إلى دوري مقاطعة تشيشاير في نفس الموسم، وانتهى بالمركزين الخامس عشر والسادس عشر في القسم 2، قبل أن يندمج الدوري مع مجموعة لانكشاير لتشكيل دوري كرة القدم في المقاطعات الشمالية الغربية (NWCFL).

### من 1982 إلى 2008: رابطة المقاطعات الشمالية الغربية
بدأ سالفورد في القسم الثاني من دوري كرة القدم في المقاطعات الشمالية الغربية (NWCFL)، وتم ترقيته إلى الدرجة الأولى في عام 1986 على الرغم من احتلاله المركز الثامن عشر، بسبب إعادة ترتيب الهرم. سيتبنى النادي اسمه الحالي سالفورد سيتي في عام 1989، وفي الموسم التالي، عادوا إلى نهائي كأس مانشستر الممتاز، وخسروا أمام كرزون أشتون. في وقت لاحق من عام 1990، دخلوا كأس الاتحاد الإنجليزي للمرة الأولى للاحتفال بالذكرى الخمسين لتأسيس النادي، وخسروا 3-0 أمام وارينجتون تاون. تم تضمين مقتطفات موجزة من المباراة في تغطية بي بي سي للتحضير لنهائي كأس الاتحاد الإنجليزي 1991. هبط سالفورد لاحقًا من القسم الأول إلى القسم الثاني في نهاية موسم 1990-1991 ، على الرغم من إعادة هيكلة الدوري الذي شهد ترقيته فورًا في الموسم التالي. شهد موسم 2001-2002 خسارة سالفورد بالرغم من تحقيق نجاح كبير وجمع 97 نقطة، فقد غابوا عن الصعود بسبب حلولهم خلف بريسكوت كايبلز بفارق الأهداف، كما ظهر مرة أخرى في نهائي كأس مانشستر الممتاز عام 2002، لكنه خسر (3-1) أمام أشتون يونايتد في باوندري بارك. استقال المدير آندي براون في مارس من الموسم التالي بعد انهيار الأمل في المنافسة على اللقب بعد سلسلة من فوز واحد في 10 مباريات بعد عيد الميلاد، وبلغت ذروتها بهزيمة (4-0) أمام سكيلميرسدال يونايتد.
في موسم 2003-2004 ، مع وصول الفرق إلى 16 نقطة خلف موسلي على الرغم من اعتباره مرة أخرى من بين المرشحين لنيل لقب الدوري، أقال النادي كريس ويلكوك واستبدله باللاعب السابق مارك مولينو. والذي استمر لمدة أقل من عام قبل تقديم استقالته، متذرعًا بالقيود المالية التي فرضها عليه النادي. وحل محله دارين ليونز.
في موسم 2004-05 ، وصل سالفورد إلى الدور الثالث من كأس الاتحاد الإنجليزي قبل أن يخسر (2-1) أمام ويست ألوتيمنت سلتيك  في مارس، ثم عينوا جون فوستر كمدرب ليحل محل دارين ليونز، وخرج من مباراته الأولى منصراً (5–1) على أثيرتون كوليريز. في نهاية الموسم، ترك فوستر دوره كمدير،  وحل محله غاري فيلوز مدير إيرلام. بدأ الزملاء فترة تدريبه بالفوز (4-2) على غلوسوب نورث إند، تلاه خسارة (4-2) أمام المرشح الأقوى كاميل لايرد.
في يناير 2006 ، نفذ سالفورد انقلابًا بالتعاقد مع نجم مانشستر يونايتد السابق بين ثورنلي، على أمل تعزيز الحضور في يوم المباراة. وبعد هزيمته لنادي رامسبوتوم يونايتد (2-1)، وصل سالفورد إلى نصف نهائي كأس تحدي دوري (NWCFL) للمرة الأولى، حيث تغلبوا على الرغم من خسارة مباراة الذهاب ليحققوا الفوز على أولدهام بورو (2-1) في مجموع اللقائين. في مايو، فاز سالفورد بالمباراة النهائية، حيث تغلب على حامل اللقب كاميل لايرد (3-2) في النهائي. حقق أهداف سالفورد جيمي باجولي وجون روبنسون وكالوم هيغينبوتوم الذين منحوا سالفورد التقدم بنتيجة (3-0) والتي فازت في نهاية المطاف لتمنح سالفورد الكأس، وهي المرة الأولى التي حققوا فيها الألقاب الفضية في 24 عامًا كفريق شبه محترف. ومع ذلك، سيخسر النادي الترقية في اليوم الأخير من الموسم، مع خسارة (1-0) أمام كاميل لايرد مما أدى إلى سقوطهم في المركز الخامس، مع إعادة هيكلة الدوري مما يعني أنه سيتم ترقية ثلاثة فرق فقط.

#### من 2006 إلى 2008: الانطلاق نحو الصعود
في يونيو 2006، أصبح رجل الأعمال المحلي ولاعب سالفورد السابق دارين كويك رئيسًا جديدًا لسالفورد، خلفًا لجيد كارتر،  ونُقل عنه قوله إنه كان يستهدف كرة القدم في المؤتمر في غضون ست سنوات، في حين وعد الزملاء بميزانية أكبر للمساعدة النادي يحقق إمكاناته. بدأ الموسم بخسارة (3-1) على أرضه أمام كرزون أشتون، على الرغم من تقدمه بهدف بعد 15 دقيقة،  لكنه تبعه بخمسة انتصارات على التوالي لينتقل إلى المركز الثالث في جدول الترتيب. في 3 أكتوبر، لعب سالفورد مباراة في الدوري على أرضه ضد اتحاد مانشستر في ويلوز، المعقل السابق لفريق الرجبي سالفورد ريد ديفلز؛ فاز سالفورد بالمباراة (2-1) أمام حشد من 4058 شخصًا،  تاركًا الزملاء واثقين من التحدي على اللقب. بعد فوزه على ستون دومينو وسكوايرز غيت (5-0) و (4-0) على التوالي، تقدم سالفورد بالتساوي مع نادي اتحاد مانشستر في ديسمبر،  ثم أصبح متصدر الدوري الوحيد في فترة عيد الميلاد بعد أن حصل على أربع نقاط من المباريات ضد نيوكاسل تاون ومين رود، حيث أعاد الزملاء تأكيد إيمانه بأن النادي يمكن أن يستمر في الفوز بالدوري.
في موسم 2007-08 ، كان سالفورد مرة أخرى من بين المرشحين الأقوى للصعود، وبدأ حملته بفوز متتالي (2-1) ضد فورمبي ووينسفورد يونايتد. ولم يخسروا في تسع مباريات قبل أن يتعرضوا لهزيمة (1-0) أمام سيلسدن في أواخر أكتوبر. أنهوا حملتهم بفوزهم على بطل الدوري ترافورد (3-0) تبعه بعد يومين الفوز بنتيجة (2-1) على رونكورن لينيتس، مما يعني أن النادي احتل المركز الثاني في القسم الأول من دوري كرة القدم في المقاطعات الشمالية الغربية،  وبعد أسابيع من عدم التأكد، أكد اتحاد كرة القدم أن النادي قد تمت ترقيته إلى القسم الأول شمال الدوري الوطني لكرة القدم، وهو المستوى الثامن من نظام الدوري الإنجليزي لكرة القدم وهو ما يعتبر أفضل إنجاز يحققه النادي على الإطلاق حتى ذلك الوقت. دخل سالفورد أيضًا إلى (FA Vase) للمرة الأخيرة في هذا الموسم، محققًا أفضل سباق له بعد فوزه على هالام (3-0)،  قبل أن يتعرض لهزيمة مفاجئة (3-1) أمام كوفنتري سفنكس.

### موسم 2008-09: الهروب العظيم
عانى النادي من بداية صعبة في الدوري الإنجليزي لكرة القدم، حيث خسر ستة من أول سبع مباريات، بما في ذلك تعرض لأربعة أهداف في ثلاث مباريات متتالية من قبل كل من كليثرو، موسلي، وبامبر بريدج،  هذه السلسلة من النتائج السلبية والأداء أدت إلى إعفاء بعض الأشخاص من مهامهم الإدارية في أكتوبر 2008. في المباراتين اللتين أعقبت رحيله، انتزع الفريق نقطته الثانية في الموسم ضد كولوين باي، تلاه فوز في المرحلة التمهيدية لكأس الاتحاد ضد جريسلي روفرز. انتقل سالفورد لتعيين آشلي بيري المدير السابق لبريدلينجتون تاون وستوكبورت سبورتس كمدير جديد، مع غريغ تشاليندر كمساعد له، وسرعان ما جعل لاعب خط الوسط المتمرس نيل ريدفيرن أول توقيع له. لم تحدث أول مباراة له في تدريب الفريق أي تغيير في الحظوظ، حيث خسر (6-2) على أرضه أمام ترافورد. جاء فوز بيري الأول في الحكم، وأول فوز للنادي في الدوري هذا الموسم، في 15 نوفمبر، عندما هزموا موسلي على الرغم من تأخرهم في الدقيقة 19.
بعد شهرين فقط وما زالت النتائج لا تتحسن، أقيل بيري، حيث أشار رئيس مجلس الإدارة دارين كويك إلى يأس النادي لعدم الهبوط بعد موسم واحد فقط في الدرجة. تم استبدال بيري في الشهر التالي بمدير فليكستون السابق بول رايت؛  ومع ذلك، لم يكن سالفورد على دراية بتعليق سابق كان قد تلقاه من اتحاد كرة القدم بسبب «انتهاك خطير لخط التماس»، مما يعني أن رايت لم يكن قادرًا على بدء العمل حتى مارس، وبالتالي اضطر النادي إلى تعيين مدربه الرابع هذا الموسم نيل هول،  الذي انتدب في أول شهرين من عام 2009. بحلول الوقت الذي تولى فيه رايت منصبه، كان سالفورد يقبع في قاع الدوري، بعد أن حقق فوزًا واحدًا وإجمالي ثماني نقاط من أول 26 مباراة، مما جعلهم يبتعدون عن منطقة الأمان بمقدار 15 نقطة.
جاء فوز الموسم الثاني أخيرًا في مارس، عندما سجل اللاعب الجديد ستيف فوستر جميع الأهداف الخمسة في الفوز (5-3) خارج أرضه على لانكستر سيتي. تبع ذلك بعد ثلاثة أيام أسوأ هزيمة على الإطلاق لسالفورد، (8-1) هزيمة من ويكفيلد، وهي المباراة التي دخل فيها سالفورد إلى مستوى الاستراحة قبل أن تتسلم شباكه سبعة أهداف في الشوط الثاني. جاء فوزهم الأول في الموسم على ملعب مور لين في نهاية شهر مارس، بفوزهم (1-0) على بامبر بريدج، مما يمثل أيضًا أول شباك سالفورد النظيفة هذا الموسم،  ويعني ذلك أنهم قاموا بتقليص الفارق إلى النصف من النقاط إلى أقرب منافس لهم. استمر شكل النادي في التحسن، وحقق فوزًا مهمًا بنتيجة (3-1) على منافسه الهابط روسينديل يونايتد في بداية أبريل، وهي لعبة أطلق عليها اسم «لعبة الموت». خلال عطلة عيد الفصح، حصل سالفورد على أربع نقاط أخرى بالتعادل (2-2) مع تشورلي متبوعًا بالفوز (3-1) على وارينجتون تاون، مما يعني أنهم يجلسون الآن خلف روسينديل بأربع نقاط فقط مع مباراة مؤجلة. فاز سالفورد بمباراته المؤجلة ضد هاروغيت ريلواي أثليتيك، لكنه خسر (4-1) أمام سكيلمرسديل يونايتد، مما يعني أن معركة الهبوط ستحسم في الجولة الأخيرة من المباريات.
تم تأمين البقاء في الدوري في اليوم الأخير من الموسم بفوزهم بنتيجة (5-2) خارج ملعبهم على غارفورث تاون. لقد كان تحولاً ومنعطفاً كبيراً في النتائج أطلق عليها اسم «الهروب العظيم»؛ كان النادي في ذيل الترتيب منذ أغسطس، وكان يعتمد على خسارة روسينديل أمام موسلي، وكانوا يخسرون مباراتهم (1-0) في نهاية الشوط الأول.
| يوم المباراة | 1  | 2  | 3  | 4  | 5  | 6  | 7  | 8  | 9  | 10 | 11 | 12 | 13 | 14 | 15 | 16 | 17 | 18 | 19 | 20 | 21 | 22 | 23 | 24 | 25 | 26 | 27 | 28 | 29 | 30 | 31 | 32 | 33 | 34 | 35 | 36 | 37 | 38 | 39 | 40 |
| ------------ | -- | -- | -- | -- | -- | -- | -- | -- | -- | -- | -- | -- | -- | -- | -- | -- | -- | -- | -- | -- | -- | -- | -- | -- | -- | -- | -- | -- | -- | -- | -- | -- | -- | -- | -- | -- | -- | -- | -- | -- |
| الأرض        | A  | H  | H  | A  | H  | A  | A  | A  | A  | H  | A  | H  | A  | H  | H  | H  | H  | A  | H  | H  | H  | H  | H  | H  | A  | H  | A  | A  | A  | A  | A  | H  | A  | H  | A  | A  | H  | H  | A  | A  |
| النتيجة      | L  | D  | L  | L  | L  | L  | L  | D  | L  | L  | L  | L  | W  | D  | L  | L  | L  | L  | L  | D  | L  | L  | D  | L  | L  | L  | W  | L  | L  | W  | W  | L  | W  | W  | W  | D  | W  | W  | L  | W  |
| الترتيب      | 17 | 20 | 21 | 21 | 21 | 21 | 21 | 21 | 21 | 21 | 21 | 21 | 21 | 21 | 21 | 21 | 21 | 21 | 21 | 21 | 21 | 21 | 21 | 21 | 21 | 21 | 21 | 21 | 21 | 21 | 21 | 21 | 21 | 21 | 21 | 21 | 21 | 21 | 21 | 20 |

### من 2009 إلى 2014: الدوري الشمالي الممتاز
شهد موسم 2009-10 أداءً قويًا في كأس الاتحاد الإنجليزي وتصفيات كأس الاتحاد الإنجليزي، حيث وصل النادي إلى مرحلة التأهل الثالثة في كلتا المسابقتين، وخسر في نهاية المطاف في الوقت الإضافي أمام بليث سبارتانز في كأس الاتحاد الإنجليزي في أكتوبر،  قبل التعرض لهزيمة في اللحظة الأخيرة من قبل كينغز لين. في أكتوبر، أحرق مشعلو الحرائق العمد نادي سالفورد، ودمروا التذكارات والصور التي تم جمعها لأكثر من 20 عامًا. في فبراير 2010، بعد أن خسر أربع من آخر خمس مباريات على أرضه، انفصل سالفورد عن رايت. اتخذ رئيس مجلس الإدارة دارين كويك خطوة غير عادية بتولي دور المدير المؤقت، ليساعده المدير السابق للنادي مارك مولينو، حيث حصل الزوجان على أربع نقاط من ست نقاط محتملة بعد فوزه على غارفورث تاون (1-0) والتعادل مع ويكفيلد. بعد بضعة أسابيع، تم الكشف عن أن الثنائي سيكون في زمام الأمور حتى نهاية الموسم. تحت قيادة الثنائي، تمتع الفريق مرة أخرى بنهاية قوية للموسم، حيث حصل على 36 نقطة من المباريات المتبقية وانتهى بالمركز الحادي عشر في الجدول، وهو أفضل إنهاء له في الدوري على الإطلاق.
بدأ سالفورد موسم 2010-11 بشكل مشابه لنهاية الموسم السابق. فقد حقق هدف التعادل في الدقيقة الأخيرة (2–2) مع ترافورد والذي تبعه (2–1) خارج أرضه أمام بريسكوت كيبلز، مما جعلهم يستقرون في المركز الثامن، وهو أعلى مركز لهم في الدوري منذ الصعود قبل ذلك بعامين. لكن مستواهم سرعان ما أخذ في التراجع. بعد هزيمتين ثقيلتين على أرضه في الدوري في أربعة أيام، (4-0) أمام تشيستر و (5-0) أمام سكيلميرسديل يونايتد،  وهزيمة (4-1) في تصفيات كأس الاتحاد الإنجليزي أمام أوسيت ألبيون،  سريع قرر إنهاء فترته كمدير مؤقت بعد أن خسر ست مباريات متتالية. سرعان ما استبدل نفسه برودري جيجز، الذي سيعمل كلاعب - مدرب، وبدأ عهده بالفوز (4-0) على دورهام سيتي. استمرت النتائج في التحسن تحت قيادة جيجز، حيث تمكن من الفوز بمبارياته الست الأولى في الحكم مما أدى إلى خروج سالفورد من أماكن الصعود. ومع ذلك، بعد خسارة المهاجم النجم ستيف فوستر أمام تشورلي في مارس، خسر سالفورد (6-2) أمام دورهام. كان جاك ريدشو البديل لفوستر هو الذي سيساعد سالفورد على إعادة اكتشاف مستواه، وسجل الهدف الثاني في فوزه (2-1) على ويكفيلد لتحقيق أول فوز للنادي في سبع مباريات، قبل أن يرفع رصيده إلى خمسة أهداف في أربع مباريات بتسجيلهما كليهما من الأهداف في الفوز (2-0) على المتعثر لي جينيسيس. بعد التقاط أربع نقاط من ست نقاط خلال عطلة عيد الفصح ضد بريسكوت كابلات ووارينجتون تاون، انتقل سالفورد إلى المراكز العشرة الأولى،  وأنهى الموسم في النهاية في المركز الثاني عشر.
بدأ النادي بشكل جيد في موسم 2011-12 ، على أمل تحقيق تقدم في المباراة الفاصلة، ولكن أداء سيئ في بداية عام 2012، إلى جانب المغادرة المتكررة لكبار لاعبي النادي، بما في ذلك أفضل لاعب في العام ماتي كروس إلى وارينجتون،  أدى إلى الانتهاء في منتصف الترتيب. بعد المباراة الأخيرة على أرضه هذا الموسم، أعلن جيجز أنه استقال من منصبه بشكل فوري،  وتولى كابتن النادي دارين هوكنهول المباراتين الأخيرتين ضد فيلد وأوسيت ألبيون.
في مايو 2012، عين النادي دارين شيريدان مديرًا جديدًا. بدأ موسم الدوري 2012-13 بشكل جيد، كما استمتع النادي بمباراة ديربي محلية في الدور التمهيدي لكأس الاتحاد الإنجليزي ضد نادي اتحاد مانشستر. كان أكثر من 1300 معجب حاضرين في مور لين لمشاهدة خسارة ضيقة في فيلم مثير من خمسة أهداف. استمرت فترة ولاية شيريدان ثمانية أشهر فقط، واستقال في يناير 2013 بعد مراجعة ميزانية النادي، وكانت مباراته الأخيرة هي فوز (5-2) على ويكفيلد على الرغم من انخفاضه إلى 8 لاعبين. قام سالفورد بتعيين آندي هيلد كمدير مؤقت،  قبل إعلان تعيينه الدائم بعد شهر. قبل مباراته الأولى، غادر كابتن النادي جيمي هولدن، وغادر المدافع جميل إيبي متوجهاً إلى مدينة يورك سيتي، وعاد المهاجم داني هيفرنان إلى أستراليا؛ تمكن هيلد من تحقيق التعادل (2-2) مع موسلي. تحت قيادته، وأنهى سالفورد المركز السادس عشر المخيب للآمال، والذي تضمن الخسارة (6-0) من قبل ترافورد،  لكنه استمتع بالتأهل إلى نهائي كأس مانشستر الممتاز حيث واجه موسلي في إدجلي بارك. على الرغم من العودة المتأخرة المثيرة لتعادل المباراة بنتيجة (2-2)، خسر سالفورد (4-2) في ركلات الترجيح. في نهاية الموسم، ترك هيلد ومساعده كريس طومسون النادي بشكل ودي، بحجة التزامات العمل والأسرة.
قبل بداية موسم 2013-2014 ، شهد النادي العديد من التغييرات الرئيسية؛ تم تعيين أسطورة النادي باري ماساي وفيل باور كمدربين مشتركين، وتولت سيدة الأعمال كارين بيرد، التي تتخذ من سالفورد مقراً لها، منصب رئيس مجلس الإدارة من فريق كويك الذي ظل طويلاً، وأصبح الفريق الأول يتمتع الآن بـ «جوهر سالفورد»، حيث احتفظ بثلاثة لاعبين فقط من الموسم السابق. بدأ الإدارة الجديدة للفريق بداية قوية، حيث بدأ بفوزه الأول في اليوم الافتتاحي في القسم، بفوز (1-0) على هاروغيت رايواي الرياضي،  ولم يهزم بعد المباريات الست الأولى من الموسم حتى هزم بنتيجة (2 -0) على يد بارسكو. بعدها بدأ المستوى في التراجع، حيث فاز في مباراة واحدة فقط من 12 مباراة قبل أن يفوز (2-1) خارج أرضه على أوسيت ألبيون في نوفمبر. تم اتخاذ القرار بإجراء تعديل هيكلي على إدارة الفريق حيث تولى باور المسؤولية الإدارية المطلقة وتنازل ماساي عن دور مساعد إداري، قبل أن يغادر النادي بعد ذلك بشهر كامل. في مباراتهم التالية ، سجل سالفورد أكثر أهدافه على الإطلاق في مباراة بالدرجة عندما هزم كيندال تاون (6-3) على أرضه.

### من 2014 إلى 2017: الاستحواذ على النادي
في 27 مارس 2014، أُعلن أنه ، وفقًا لموافقة الاتحاد الإنجليزي والدوري الشمالي الممتاز، سيتم الاستيلاء على سالفورد من قبل (اتحاد مشروع 92 المحدود)، وهو مجموعة تتألف من لاعبي مانشستر يونايتد السابقين نيكي بات وريان غيغز وغاري نيفيل وفيل نيفيل من المتوقع أن يكتمل بول سكولز، المعروف باسم فئة عام 92، بحلول الصيف. ووصفتها رئيسة النادي كارين بيرد بأنها صفقة «ضخمة»، قائلة إنها ستؤمن مستقبل النادي. في مباريات سالفورد ففي الجولات التالية للإعلان حقق النادي الفوز (3-2) على فارسلي سلتيك وخسارة (3-1) على أرضه أمام نيو ميلز، كما وهتف المشجعون «نحن تانجرين» احتجاجًا على الشائعات بأن ألوان النادي ستتغير. واستمرت اضطرابات المشجعين في النمو حتى المباراة الأخيرة من الموسم ، حيث تعرض الفريق للخسارة (3-1) أمام بريسكوت كيبلز، مما يعني أن سالفورد أنهى الموسم في المركز الثاني عشر.

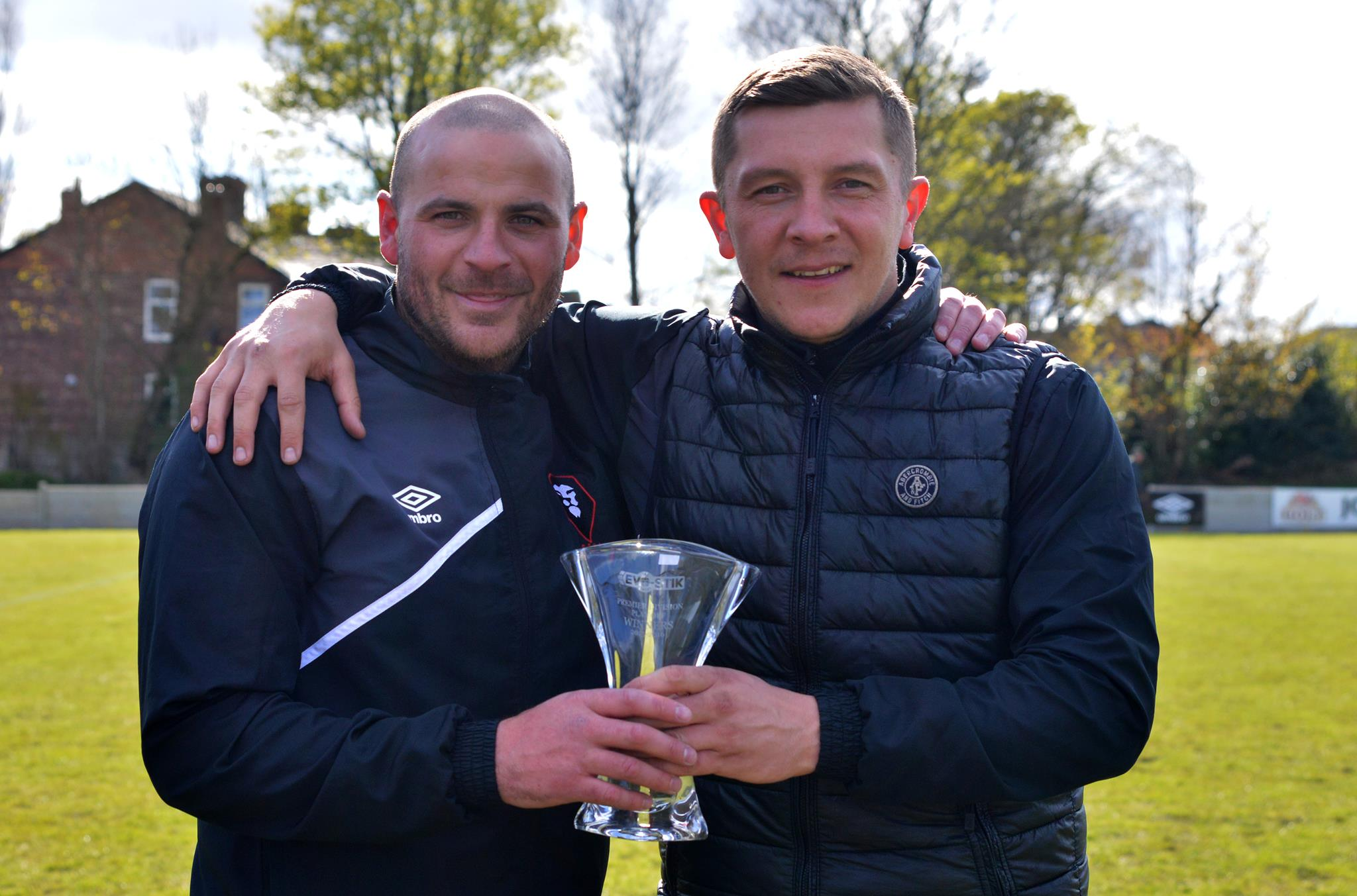
تم تعيين برنارد مورلي (إلى اليسار) وأنتوني جونسون مديرين مشتركين في يناير 2015.

مع اكتمال الاستحواذ المقترح على النادي ، كان فريق الملكية الجديد حاضرًا في تدريب ما قبل الموسم في يوليو 2014، حيث اقترح جيجز أن الكونسورتيوم لديه أهداف طموحة للنادي غير المنتمي إلى الدوري ، مع هدف كرة القدم على مستوى البطولة في غضون 15 عامًا. تم التأكيد على أن بيرد سيظل رئيسًا للنادي وسيستمر باور كمدير. قبل بداية موسم 2014-2015 ، أعلن النادي عن مباراة استعراضية ضد «فئة 92 XI» تضم جميع المالكين الخمسة الجدد  والتي فاز بها سالفورد سيتي (5-1). بدأ موسم 2014-15 بفوز (4-1) في مور لين ضد سكاربورو أثليتيك، حيث رفض العديد من المشجعين المتشددين الحضور احتجاجًا على تغيير ألوان النادي وشارته ، بينما أطلق سالفورد ستار على المجموعة فئة فنسنت تان. في إشارة إلى مالك كارديف سيتي الذي قام أيضًا بتغيير ألوان النادي إلى اللون الأحمر. استمرت البداية الجيدة ، حيث لم يخسر سالفورد في أول 13 مباراة. في سبتمبر ، أعلن فريق الملكية أنهم وافقوا على بيع 50٪ من حصص النادي إلى الملياردير السنغافوري بيتر ليم، مالك فالنسيا.
على الرغم من البداية الواعدة ، إلا أن تراجع المستوى خلال شهر ديسمبر أدى إلى أربعة انتصارات فقط من المباريات الـ 11 التالية ، والتي شهدت تراجع الفريق خلف دارلنجتون في صدارة الدوري. نتيجة لذلك ، تم إقالة باور في يناير 2015 بعد 18 شهرًا في هذا المنصب. عمل سكولز وفيل نيفيل كمديرين مؤقتين للمباراة اللاحقة ضد كيندال تاون ،  قبل الإعلان عن وصول الفريق الإداري الجديد من أنتوني جونسون وبرنارد مورلي. قاد جونسون ومورلي رامسبوتوم يونايتد للصعود من الدوري الشمالي الممتاز خلال الموسم السابق. واصل الفريق الإداري الجديد الفوز في 15 من أصل 17 مباراة متبقية في الموسم ، وهو ما جعلهم يستعيدون مكانهم في صدارة الترتيب. مع فشل دارلنجتون في الفوز بالمباراة قبل الأخيرة من الموسم ، توج سالفورد بالبطولة ، مما ضمن للنادي الصعود إلى دوري الدوري الممتاز. تم الاحتفال بالبطولة حيث سجل سالفورد فوزه التاسع على التوالي في فوز (5-0) على أوسيت تاون أمام حشد من أكثر من 1100 مشجع.
بدأ أول موسم كامل لجونسون ومورلي في النادي بالتعادل (0-0) على أرضه مع مارين. وصل النادي إلى الدور الأول من كأس الاتحاد الإنجليزي للمرة الأولى في ارتباطه الذي دام 25 عامًا مع المسابقة ، بعد أن هزم غريمه ويتبي تاون وكورزون أشتون وبارك برادفورد من الدوري الوطني الشمالي ، وساوثبورت من الدوري الوطني. الدوري الوطني في جولات التصفيات. أمام حشد من 1400 جمهور تم بثه على الهواء مباشرة على البي بي سي، سجل سالفورد فوزًا شهيرًا بنتيجة (2-0) على فريق نوتس كاونتي في مور لين ، بهدفين من داني ويبر والبديل ريتشي ألين. في الدوري الإنجليزي الدرجة الثانية، تم تعادلتهم على أرضهم مع فريق آخر من الدوري الثاني ، هارتلبول يونايتد،  التعادل (1-1)، الذي تم بثه على التلفاز مرة أخرى على بي بي سي ،  حصل سالفورد على إعادة ،  هذه المرة بثت على قناة بي تي سبورت،  حيث أخذوا هارتلبول لوقت إضافي قبل الخسارة بنتيجة (2-0).
في يناير، فاز سالفورد على بارويل (7-0) ليحتل المركز الثاني في جدول الترتيب. بعد أن كان في المراكز الخمسة الأولى لغالبية الموسم ، احتل سالفورد في النهاية المركز الثالث خلف البطل دارلنجتون 1883 والوصيف بليث سبارتانز ليحصل على مكان في الملحق. ليهزم بعدها أشتون يونايتد (3-1) في الدور نصف النهائي في مور لين ، والتي تبعها بعد أربعة أيام بفوزها (3-2) على ووركينغتون في نفس المكان أمام ما يقرب من 2000 متفرج. سجل أميس هدفين في الدقائق الإحدى عشرة الأخيرة ليحتفظوا بمكانهم في دوري الشمال الوطني لموسم 2016-17 ، وهو أعلى مستوى وصل إليه النادي في تاريخهم البالغ 76 عامًا.
احتفل جونسون ومورلي بمباراتهما رقم 100 في 19 نوفمبر، حيث حقق سالفورد فوزًا بنتيجة (3-0) على ووستر سيتي.

### من 2017 إلى 2019: التحول إلى نادٍ محترف
في مارس عام 2017، وقع كل من جونسون ومورلي عقودًا بدوام كامل لمدة عامين بدءًا من 1 أبريل. كما أعلن النادي أيضًا أنه اعتبارًا من 1 يوليو، سيصبح اللاعبون مع النادي لاعبين محترفين بدوام كامل. كما عين سالفورد كريس كاسبر الذي كان جزءًا من مجموعة 92، وكمدير رياضي للنادي مسؤول عن أكاديمية 92. [122] قبل بطولتهم الاحترافية الأولى حدد الملاك هدفهم النهائي وهو الوصول إلى الدوري الممتاز. في مايو خسر سالفورد في نصف نهائي دوري شمال الدوري ، حيث هُزِم بركلات الترجيح من قبل هاليفاكس تاون.
في 5 أغسطس تم الإعلان عن ليام هوغن المولود في سالفورد كقائد للنادي الجديد. وفي 12 أغسطس، أصبح ماني أوغونريند وأنوينتيد تشوكو أول اللاعبين في أكاديمية 92 يمثلون الفريق الأول ، عندما جاءوا كبديل في وقت متأخر في الفوز (2-0) خارج أرضه على تيلفورد يونايتد. في 21 أبريل 2018، مع خسارة منافسه هاروجيت تاون خارج أرضه أمام برادفورد،  تمت ترقية النادي ليكون بطل الدوري الوطني الشمالي مع مباراة واحدة يلعبها ، على الرغم من هزيمته (2-1) على أرضه أمام بوسطن يونايتد،  وفي هذه العملية حصل على الترقية إلى الدوري الوطني ، ومرة أخرى أعاد وضع المعايير لأعلى مستوى وصل إليه النادي على الإطلاق. في 8 مايو، تم الإعلان عن مغادرة جونسون ومورلي للنادي بالتراضي ، بسبب خلافات لا يمكن التوفيق بينها فيما يتعلق بالأداء ومدة العقد. في 14 مايو، تم تعيين غراهام ألكسندر مديرًا جديدًا للنادي بعد توقيع عقد مدته أربع سنوات.
قبل موسم 2017-18، كان سالفورد يعتبر المرشح الأبرز للصعود بشكل مباشر إلى الدرجة الأعلى ،  لكنه واجه انتقادات بسبب إنفاقه واتهم بمحاولة «سرقة» مكان في دوري كرة القدم. في مباراتهم الأولى في الدوري الوطني في 4 أغسطس، تعادلوا (1–1) مع منافسه ليتون أورينت، حيث سجل هدفهم روري جافني. حقق فوزهم الأول في الدوري في 14 أغسطس، بفوزهم (2-1) على أرضهم ضد هاليفاكس تاون. بلغ سالفورد الدور الأول من كأس الاتحاد للمرة الثانية. بعد أن هزم مارين (2-1) في الجولة الأخيرة من التصفيات ،  تم تعادلهم ليلعبوا خارج أرضهم في شروزبري تاون في الدوري الأول. حقق التعادل آدم روني الذي ساهم في حصول سالفورد على إعادة للمباراة،  حيث سجل روني مرة أخرى في الهزيمة (3-1). عانى سالفورد من ثلاث هزائم متتالية في فترة عيد الميلاد مما تركه في المركز الثالث ، بفارق خمس نقاط عن أورينت - الخسارة (2-1) أمام داغينهام وريدبريدج تبعتها هزيمة ثقيلة (5-1) أمام منافسه ريكسهام في يوم الملاكمة. بعد ثلاثة أيام ، تلقى سالفورد من 10 لاعبين هدفًا في الدقيقة 94 في خسارة (3-2) خارج أرضه أمام بارو.
وسرعان ما قلصوا الفارق مع المتصدر ليتون أورينت، وفازوا (3-0) في مباراة الإياب على طريق بريسبان في 5 يناير. في وقت لاحق من ذلك الشهر ، أُعلن أن ديفيد بيكهام من المقرر أن ينضم إلى مجموعة 92 من زملائه في الفريق بصفته مالكًا جزئيًا للنادي ، حيث حصل على 10 ٪ من النادي الذي كان يملكه سابقًا بيتر ليم،  مع خضوع الصفقة لموافقة الاتحاد الإنجليزي. سيخوض سالفورد 10 مباريات دون هزيمة ، بما في ذلك العودة المتأخرة من الخسارة ليفوز على بروملي بنتيجة (2-1)،  والفوز في الدقيقة 88 ضد بوريهام وود ليفوز بنتيجة (3-2). في النهاية سيفقدون اللقب ، والصعود المباشر بخسارة مبارياتهم الأخيرة من الموسم أمام فيلدي وهارتلبول، مما يعني أن النادي احتل المركز الثالث في الجدول خلف البطل ليتون أورينت وسوليهول مورز.
خلال الموسم ، لعب سالفورد أول مبارياته على الإطلاق في كأس الاتحاد الإنجليزي، بدءًا من فوز (3-1) على غيتزهد في الجولة الأولى في ديسمبر،  متبوعًا بالفوز (3-1) على داجنهام وريدبريدج. في الجولة الثالثة ، واجه سالفورد ميدستون يونايتد حيث تعادلوا (1-1) على أرضهم ،  مما يعني أن الإعادة كانت ضرورية ، والتي فاز بها ميدستون (3-0) بعد أسبوع.

### بين عامي 2019-2021: الصعود لدوري كرة القدم
في 5 مايو 2019 ، وصل سالفورد إلى المباراة النهائية للدوري الوطني بعد التغلب على إيستلي بركلات الترجيح بعد التعادل (1-1)، مما يعني أنهم سيلعبون على ملعب ويمبلي للمرة الأولى في تاريخهم. On في 11 مايو، فازوا على فيلدي (3-0) في المباراة النهائية ، بأهداف إيمانويل ديسيروفوي، وكارل بييرجياني، وإيبو توراي؛  كانت هذه هي المرة الأولى التي يصل فيها سالفورد إلى دوري كرة القدم. خلال الصيف ، عيّن النادي وارن جويس لإدارة أول فريق تطوير على الإطلاق ، تم تصميمه ليكون نقطة انطلاق بين الأكاديمية والفريق الأول.
بدأوا موسمهم الأول في الدوري بالفوز (2-0) على ستيفنيج بتوقيع اللاعب ديسيروفوي. سيشارك سالفورد في مسابقتين لأول مرة ؛ خسروا أول مباراة لهم في كأس الدوري (3-0) على أرضهم أمام ليدز يونايتد أمام 4518 مشجعًا ، وهو رقم قياسي في حضور مور لين. حققوا أول فوز لهم خارج أرضهم في دوري كرة القدم في 5 أكتوبر، عندما أعطت أهداف لوك أرمسترونج وجيك جيرفيس وإيبو توراي الفريق الفوز (3-0) على والسال. في وقت لاحق من الموسم، سيصل النادي إلى نهائي كأس الرابطة الأوروبية لكرة القدم بعد فوزه على نيوبورت كاونتي بركلات الترجيح ، حيث كان من المقرر أن يلعبوا في الدوري الأول مع بورتسموث؛  تم تأجيل المباراة إلى أجل غير مسمى بعد جائحة كوفيد-19 في المملكة المتحدة. في يونيو ، تم قطع موسم الدوري رسميًا بعد تصويت أندية الدوري الثاني «بأغلبية ساحقة»، مع تحديد جدول الدوري على أساس النقاط لكل لعبة ، مما يعني أنهى سالفورد موسمه الأول في دوري كرة القدم في المركز الحادي عشر. في وقت لاحق من ذلك الشهر ، اتخذ سالفورد قرارًا بإلغاء فريق أقل من 18 عامًا ، وقرر التركيز حصريًا على فريق التطوير. قال فيل نيفيل أن السبب كان ماليًا ولأن أندية الدوري الأدنى لم تستطع جذب أفضل اللاعبين الشباب ، وأن النادي سيكون لديه فرصة أفضل لتطوير اللاعبين الذين تتراوح أعمارهم بين 18 و 20 عامًا تحت قيادة وارن جويس.
ضمن سالفورد فوزه الأول على الإطلاق في كأس الرابطة في المباراة الأولى للموسم التالي ، متغلبًا على روثرهام يونايتد بركلات الترجيح بعد التعادل (1-1). بعد أسبوع ، أُعلن أنه عقب اجتماع عقدته رابطة الدوري الإنجليزي مع ممثلين من كل من سالفورد وبورتسموث، وإن نهائي كأس دوري كرة القدم الإنجليزية آقيم عام 2021. غادر الإسكندر النادي في 12 أكتوبر بعد تعادله (2-2) على أرضه أمام ترانمير روفرز. احتل النادي المركز الخامس في الدوري ولم يهزم في المباريات الخمس الافتتاحية ، وتولى المالك المشارك سكولز المهمة على أساس مؤقت. أعلن ألكساندر أنه أصيب «بخيبة أمل»  لكنه قال:«إنه يأمل أن يمنح الجميع في النادي بعض الأوقات الرائعة لتذكرها». كانت أول مباراة لسكولز في منصبه هي الخسارة (1-0) أمام بورت فايل في 17 أكتوبر،  وسرعان ما استبعد تولي المنصب على أساس دائم ، مشيرًا إلى الحاجة إلى مدير أكثر خبرة. جاء فوزه الأول بعد ثلاثة أيام بفوزه (3-0) على ساوثيند يونايتد المتعثر.
في 4 نوفمبر، أعلن النادي أن لاعب سالفورد السابق ريتشي ويلينز، الذي كان مديرًا لبطل دوري 2019-20 ، سويندون تاون، سيكون مديره الجديد. في أول مقابلة له ، كشف ويلينز أنه تم التعاقد معه لجعل الفريق يلعب بأسلوب هجومي أكثر في كرة القدم وترقيتهم إلى دوري الدرجة الأولى. جاءت المباراة الأولى في عهده في 7 نوفمبر ، بفوزه (2-0) على هارتلبول في الدور الأول لكأس الاتحاد الإنجليزي بفضل أهداف برونو أندرادي وديزيروفوي في الوقت الإضافي. تكبد ويلينز أول خسارة له كمدرب لسالفورد في أول مباراة له في الدوري ، حيث خسر (2-0) أمام بولتون واندرارز في الأسبوع التالي ،  لكنه فاز بأول مباراة في الدوري في 21 نوفمبر ضد برادفورد سيتي ، بنتيجة (3–0) انتصار بهدفين من لوك بيرجيس وآخر من إيان هندرسون. في 13 مارس 2021، قاد ويلينز سالفورد للفوز في نهائي كأس EFL. التعادل (0-0) تبعه ركلات الترجيح ، مع فوز سالفورد (4-2) بعد ركلات الترجيح الناجحة من قبل بيرجس ، ديسيروفوي ، براندون توماس أشانتي، وجيسون لوي. ومع ذلك ، انتهى الوقت الذي أمضاه ويلينز في النادي في 22 مارس ، حيث غادر سالفورد بالتراضي بعد الفوز في مباراة واحدة في ثماني جولات ، مع هزيمة تشيلتنهام تاون الأخيرة (2-0). كان غاري بوير هو البديل المسؤول عنه ، ووقع صفقة حتى نهاية الموسم.

### عام 2021 وما بعده
تم تأكيد باوير كمدرب دائم لسالفورد قبل الموسم الثالث للنادي في الدوري الثاني ،  لكنه تمكن من تحقيق أسوأ بداية للنادي منذ استحواذ 2014، مع عدم وجود أي فوز في المباريات الأربع الافتتاحية.

## الملعب

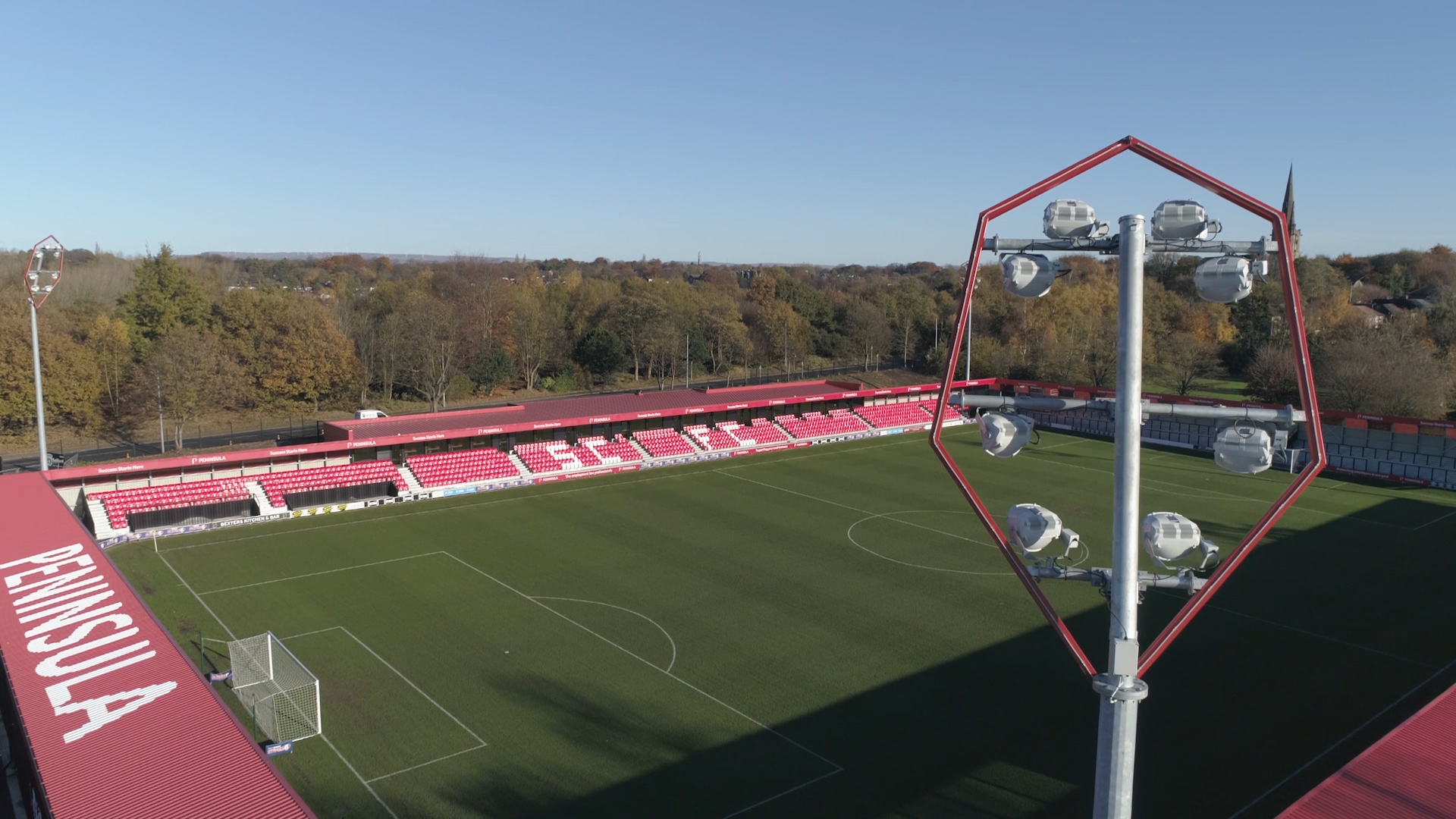
Moor Lane, home of Salford City.

يلعب سالفورد مبارياته على أرضه في مور لين، المعروف باسم ملعب بينينسولا لأسباب تتعلق بالرعاية ، ويقع في منطقة كرسال في سالفورد. تبلغ سعة الملعب 5108 متفرج. ويلعب النادي مبارياته في مور لين منذ عام 1978.
في ديسمبر 2015، وافق مجلس مدينة سالفورد على إذن التخطيط لزيادة سعة الأرض من 2163 إلى 5172. في أكتوبر من العام التالي ، كشف سالفورد عن خطط لتجديد الأرض لتتوافق مع معايير دوري كرة القدم ، والتي من شأنها زيادة السعة إلى 5100. تضمنت الخطط المدرجات الواقعة خلف مرمى كل جهة ، وقسم المشجعين الذي سيتسع لنحو 600 مشجع، ومقاعد للجلوس.
في ديسمبر ، تم الكشف عن أن توسعة ملعب نادي سالفورد واجهت اعتراضات من مئات السكان المحليين ، وجمعية سكان كرسال مور المشكلة حديثًا ، فيما يتعلق بمقترحات النادي ، مع مخاوف بشأن حركة المرور ومواقف السيارات. ومع ذلك ، في وقت لاحق من ذلك الشهر ، منح مجلس مدينة سالفورد الإذن بتطوير الأرضية. تضمن ذلك هدم أرض مور لين بالكامل ، مقر النادي منذ عام 1978، ووضع أربعة مدرجات جديدة. بحلول نهاية فبراير ، تم الانتهاء بالفعل من مدرجين حيث حاول النادي تجاوز الموعد النهائي لشهر مارس فيما يتعلق بالتدريج الأرضي. في مايو ، تم هدم المدرج الرئيسي «الأيقوني» مع تقدم أعمال البناء.
في 19 أكتوبر 2017، تم تغيير اسم الملعب المشيد حديثًا إلى ملعب بينينسولا لأسباب تتعلق بالرعاية ، وكُشف النقاب عنه من قبل مدرب مانشستر يونايتد السابق السير أليكس فيرجسون من فئة 92 ؛  كانت إعادة التسمية جزءًا من صفقة مدتها خمس سنوات مع رجل أعمال محلي يدعى بيتر دون ، الذي أسس شبه جزيرة خبراء التوظيف القانونيين في سالفورد. الأرض بها أضواء كاشفة على شكل شارة النادي ،  بينما المدرجات «ضيقة ومنحدرة ومغطاة»، ولها خلفية مورقة مع برج كنيسة قريب يمكن رؤيته من داخل أرض الملعب. 

## الطقم والشعار

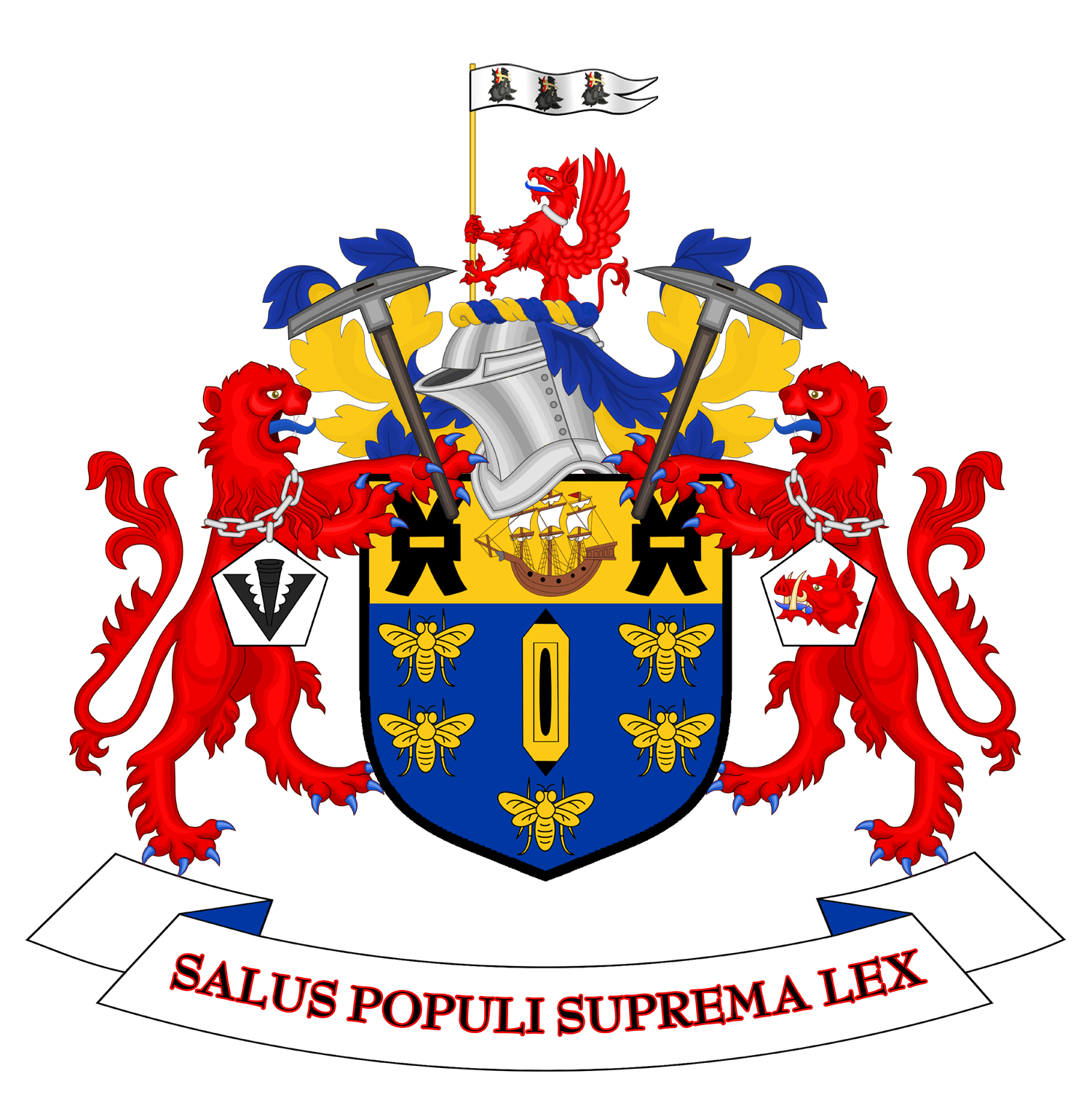
شعار النبالة لمدينة سالفورد.

ألوان النادي هي الأحمر والأبيض والأسود ، والتي كانت تستخدم في الأصل عام 1980. قبل تغيير الملكية في عام 2014، كان النادي يلعب باللونين اليوسفي والأسود ، وكان يرتدي في السابق اللونين اليوسفي والأبيض. وكان العديد من أنصار سالفورد غير راضين عن التغيير في ذلك الوقت ، حيث وصف المدير في ذلك الوقت فيل باور القضية بأنها «حساسة». ارتدى الفريق أيضًا اللون الأخضر سابقًا في السبعينيات ، وكان يرتدي أطقمًا زرقاء مختلفة على مر السنين ؛ أصبح اللون البرتقالي لونها عند التعامل مع الصعوبات المالية واستعارت أطقم قديمة من بلاكبول.
تم تغيير شعار النادي أيضًا في عام 2014، ليحل محل أسد متفشي بآخر يوصف بأنه «أكثر جرأة ، وأكثر مواجهة للأمام». كما يُقال أن الشعار الحالي يكرر شكل بدن السفن في أرصفة سالفورد.
في عام 2013، أعلن سالفورد أن الرعاة الرئيسيين الجدد للنادي سيكونون وسطاء التأمين للبطولة ومقرها مانشستر. في عام 2015، أعلن النادي أن أمبرو ستوفر أطقمه بعد توقيع عقد مدته خمس سنوات. كما وقع النادي صفقة طويلة الأمد مع سبت كرة القدم سوبر 6 ليصبح الراعي للقميص. في عام 2019، تم التأكيد على أن ماركة الملابس الرياضية الإيطالية كابا هي المُصنِّع الجديد لأطقم سالفورد في صفقة مدتها ثلاث سنوات. في العام التالي ، أصبحت مجموعة تالك توك للاتصالات السلكية واللاسلكية الراعي الرئيسي لسالفورد حتى نهاية موسم 2023–24.
تبنى النادي شعارين من شعار مدينة سالفورد. يظهر الشعار الأصلي «النزاهة والصناعة» على طقم النادي ، بينما يظهر شعار المدينة الحالي «رفاهية الناس هو أعلى قانون»، المترجم من اللاتينية ("Salus Populi Suprema Lex")، على جدران الملعب.

### الرعاية
| الفترة    | الملابس الرياضية | الراعي               |
| --------- | ---------------- | -------------------- |
| 2006–2007 | بروستار          | آرسيلور ميتال        |
| 2007–2008 | بروستار          | أفيس ستيل            |
| 2008–2009 | بروستار          | آرسيلور ميتال        |
| 2009–2010 | بروستار          | 1010 تاكسي           |
| 2010–2011 | لوتو             | 1010 تاكسي           |
| 2011–2013 | ستانو            | 1010 تاكسي           |
| 2013–2014 | SK Kits          | شركة تأمين البطل     |
| 2014–2015 | كاربريني         | شركة تأمين البطل     |
| 2015–2017 | أمبرو            | LED Hut              |
| 2017–2019 | أمبرو            | سبت كرة القدم سوبر 6 |
| 2019–2020 | كابا             | سبت كرة القدم سوبر 6 |
| 2020–2022 | كابا             | مجموعة تالك توك      |

## الداعمون والمنافسون
في كل مباراة على أرضه ، يخرج الفريق إلى غلاف ذا بوغيس للمدينة القديمة القذرة، أغنية إيوان ماكول عام 1949 المستوحاة من طفولة المغني في سالفورد. بعد الاستحواذ من قبل فئة 92، نمت قاعدة جماهير سالفورد وأرقام الحضور الناتجة بشكل مطرد ؛  قبل موسمهم الأول كنادي دوري كرة القدم ، فقد باع نادي سالفورد أكثر من 1900 تذكرة موسمية ، بزيادة قدرها 800 تقريبًا من الموسم السابق. يُعزى الارتفاع في قاعدة المعجبين جزئيًا إلى أن العديد من مشجعي مانشستر يونايتد اختاروا حضور المباريات في سالفورد بسبب تكلفة حضور المباريات في أولد ترافورد والقدرة النسبية على شراء التذاكر الموسمية في مور لين.
منذ ترقيتهم إلى دوري كرة القدم ، لم يبقَ للنادي أي منافسين أقوياء. ومع ذلك ، أشارت دراسة استقصائية أجريت في أغسطس 2019 إلى أن أنصار النادي يعتبرون الجيران أولدهام أثلتيك وبولتون واندررز المنافسين الرئيسيين للنادي. كشف الاستطلاع أيضًا عن وجود منافسات أصغر مع أكرينجتون ستانلي وماكليسفيلد تاون وكرو ألكسندرا.
حافظ مشجعو النادي أيضًا على كرههم لـ ليتون أورينت ومقره شرق لندن بسبب السباق على لقب الرابطة الوطنية 2018-19 ، والذي فاز به أورينت في النهاية.
```
خلال أيام خارج الدوري للنادي ، حافظوا على تنافسهم مع 
كرزون أشتون
، 
دارلنجتون
، 
اتحاد مانشستر
، 
[
214
]
 
أشتون يونايتد
 
ورادكليف
 .
```

النادي لديه ثلاثة تمائم ، فخر لأسود مجسمة تدعى بوبي وبيلي وبابس ؛  تم تسمية الأخيرين كجزء من مسابقة في المدارس المحلية.

## ملكية النادي
لسنوات عديدة ، كان رجل الأعمال المحلي واللاعب السابق هارولد برييرلي مسؤولاً عن سالفورد ، وساعد في نقل النادي من الدوريات المحلية إلى دوري المقاطعات الشمالي الغربي شبه المحترف في عام 1982 ، وكان له دور فعال في نقل النادي إلى أرض النادي الحالية مور لين. في عام 1979. في يونيو 2006، أصبح رجل الأعمال المحلي ولاعب سالفورد السابق دارين كويك رئيسًا جديدًا لسالفورد ، خلفًا لجيد كارتر. في ديسمبر 2013، أجرى ديف راسل رئيس نادي سالفورد محادثات سرية مع لاعبي مانشستر يونايتد السابقين غاري نيفيل وريان غيغز.
في فبراير 2014، كشفت صحيفة محلية ، سالفورد ستار ، أنه بالإضافة إلى غاري نيفيل وغيغز ، فإن زملائه من لاعبي مانشستر يونايتد السابقين ، نيكي بات، وفيل نيفيل، وبول سكولز، والمعروفين بشكل جماعي باسم مجموعة 92، كانوا في محادثات مع النادي بخصوص «استثمارات كبرى». قيل إن غاري نيفيل وغيغز قلقان من قلة المواهب المنتجة على المستوى الشعبي ، واختاروا سالفورد بسبب قرب النادي من ذا كليف، وهو ملعب التدريب السابق الذي استخدمه مانشستر يونايتد عندما كان الاثنان يلعبان في فريق الشباب. ومع استمرار المحادثات ، حضر أربعة من المشترين المحتملين (بات ، غيغز ، غاري نيفيل ، سكولز) حيث حضرا المباراة التي هزم فيها الفريق (2-0) على أرضه أمام كرزون أشتون في 1 مارس. وفي 27 مارس، أُعلن أنهمت رهن بموافقة اتحاد الكرة وموافقة NPL ، وافقت المجموعة على صفقة للاستحواذ على النادي ، وأنه من المتوقع أن تكتمل بحلول الصيف. في سبتمبر ، اشترى رجل الأعمال السنغافوري بيتر ليم حصة 50٪ في النادي ، وان ذلك الامر مرهون بموافقة الاتحاد الإنجليزي. قال ليم إن مشاركته ستكون خيرية ،  كجزء من شراكة تجارية طويلة الأمد مع غاري نيفيل.
قبل الموسم الأول للنادي في الدوري الوطني في عام 2018، تلقى النادي قروضًا بدون فوائد يبلغ مجموعها 2.4 مليون جنيه إسترليني تقريبًا ، مما سمح للنادي بالاستثمار في لاعبين مثل آدم روني من فريق أبردين الاسكتلندي مقابل رسوم تبلغ 300 ألف جنيه إسترليني. في عام 2020، تم الكشف عن أن المالكين استثمروا 2.5 مليون جنيه إسترليني أخرى للمساعدة في دفع النادي للترقية ، وكذلك لتطوير النادي خارج الملعب. في وقت لاحق من ذلك العام ، اختار النادي عدم وضع الموظفين في إجازة وسط جائحة فيروس كورونا في المملكة المتحدة على الرغم من المدخرات المحتملة البالغة 350 ألف جنيه إسترليني.

أصحاب مشروع سالفورد سيتي 92 ليمتد
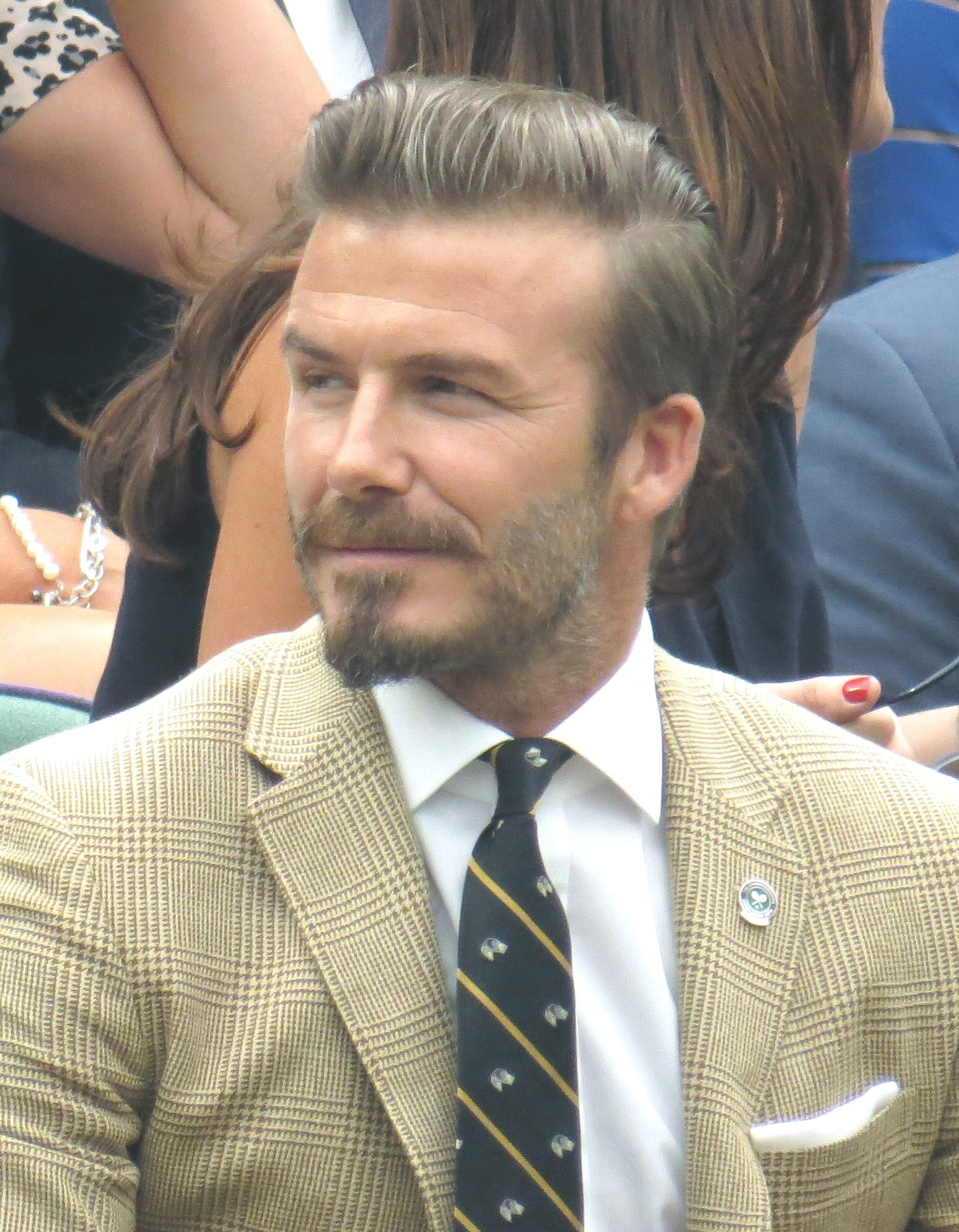
ديفيد بيكهام
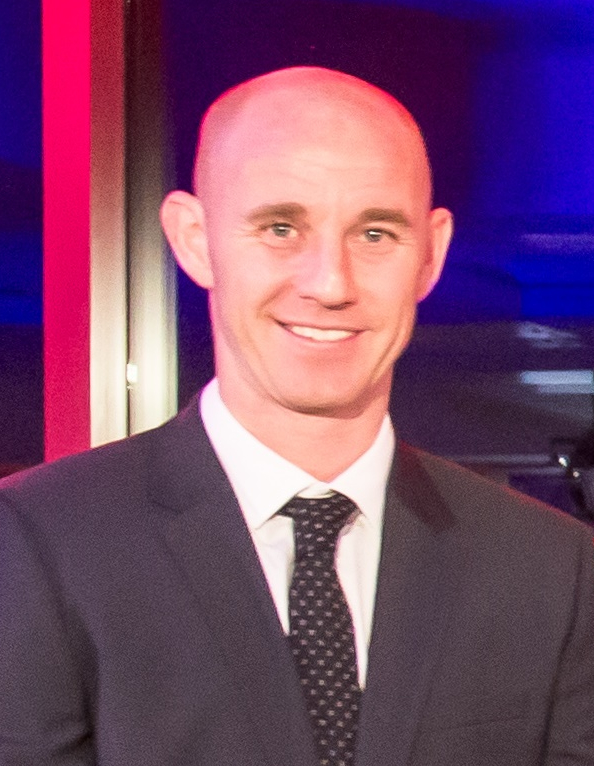
نيكي بات
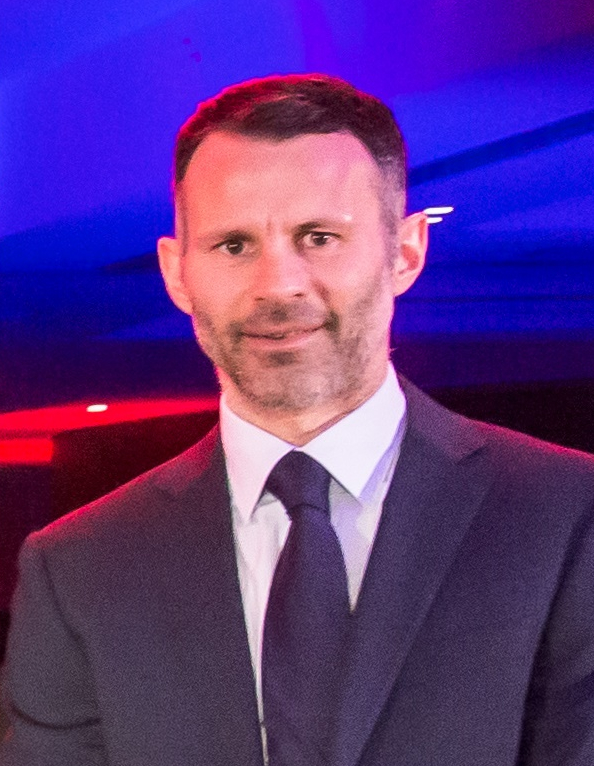
ريان غيغز
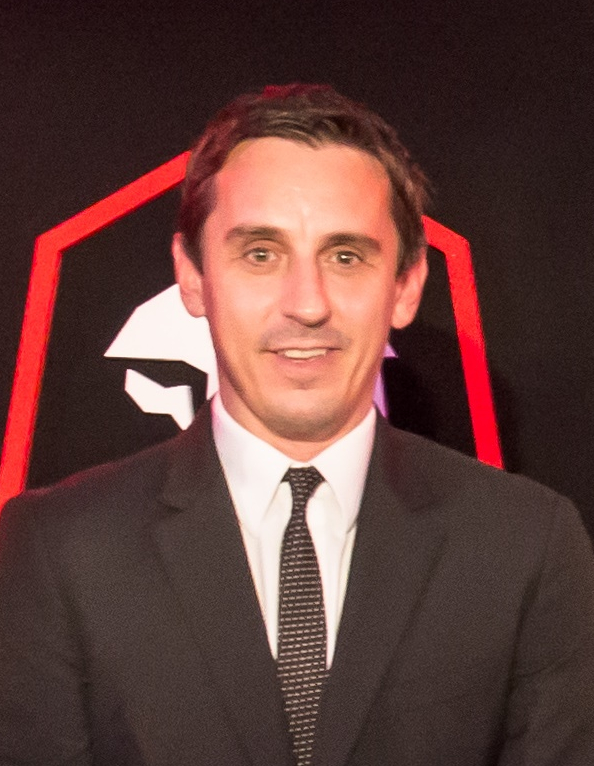
غاري نيفيل
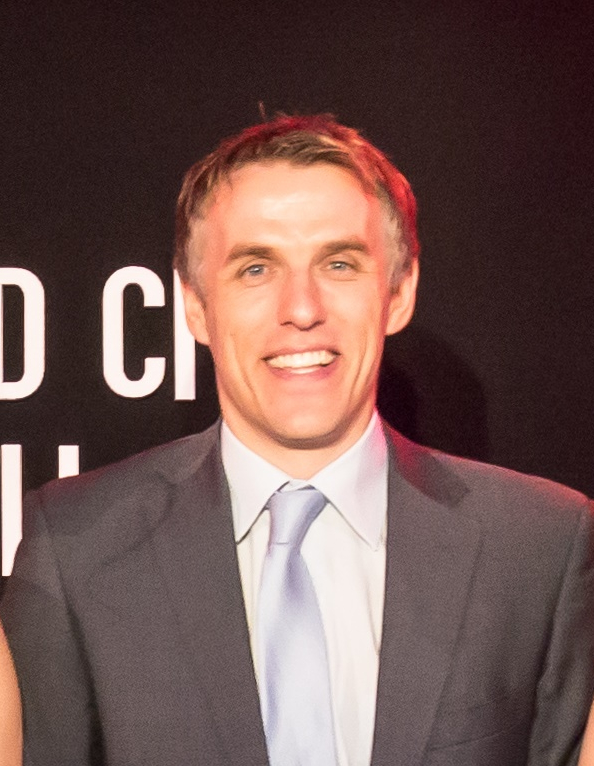
فيل نيفيل
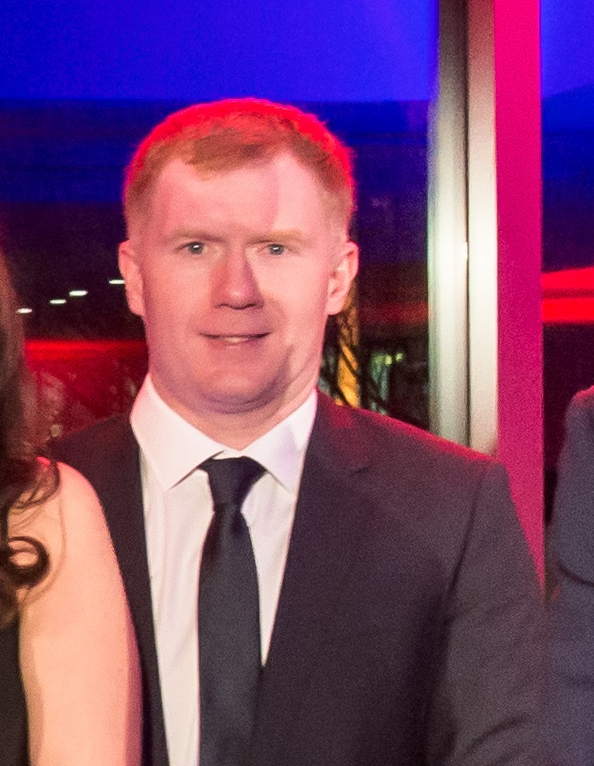
بول سكولز
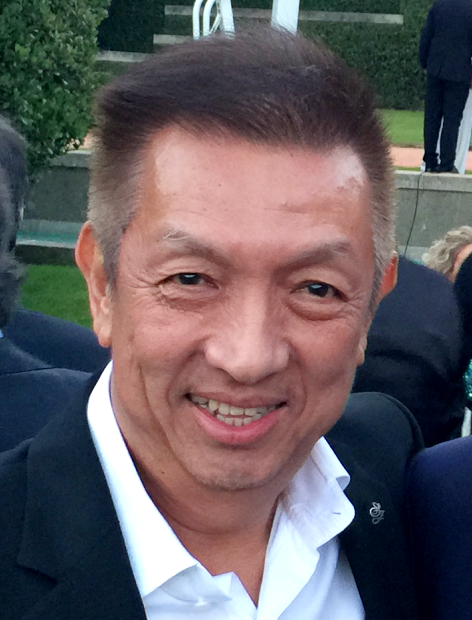
بيتر ليم

## في وسائل الإعلام
قبل أول مباراة للنادي في كأس الاتحاد الإنجليزي ضد نوتس كاونتي في عام 2015، ظهر سالفورد في سلسلة وثائقية مكونة من جزأين على قناة بي بي سي وان بعنوان فئة 92: خارج دوريهم ، والتي عرضت الموسم الأول تحت ملكية المجموعة التي أعقبتهم. استحوذ على العام السابق. وصفتها الإندبندنت بأنها «آسرة»،  بينما وصفتها الديلي تلغراف بأنها «صورة صادقة وجذابة» لكرة القدم خارج الدوري. قامت بي بي سي لاحقًا بتكليف سلسلة ثانية في فبراير 2016، واصفة الأولى بأنها «نجاح باهر». سيتم بث مسلسل ثالث في عام 2017 على قناة سكاي سبورتس.

## اللاعبون

### التشكيلة الأساسية
آخر تحديث 1 سبتمبر 2022. 
ملاحظة: تشير الأعلام إلى المنتخب الوطني على النحو المحدد في قواعد الأهلية للفيفا. قد يحمل اللاعبون أكثر من جنسية واحدة غير تابعة للفيفا.
| الرقم | البلد            | المركز | اللاعب                                |
| ----- | ---------------- | ------ | ------------------------------------- |
| 1     | ويلز             | حارس   | توم كينغ                              |
| 3     | غامبيا           | مدافع  | إيبو توراي (قائد الفريق)              |
| 4     | إنجلترا          | وسط    | جسيون لو (قائد الفريق)                |
| 5     | إنجلترا          | مدافع  | أشلي إيسثام (قائد الفريق)             |
| 6     | إسكتلندا         | وسط    | أليوت وات                             |
| 7     | إنجلترا          | وسط    | ريان واتسون                           |
| 8     | أيرلندا الشمالية | وسط    | ماثيو لوند                            |
| 9     | إنجلترا          | مهاجم  | كالوم هندري                           |
| 10    | إنجلترا          | وسط    | أودين بيلي                            |
| 11    | أنغولا           | وسط    | إليوت سيمويز                          |
| 12    | أستراليا         | حارس   | جيكوب تشابمان (معار من هدرسفيلد تاون) |

| الرقم | البلد            | المركز | اللاعب                                       |
| ----- | ---------------- | ------ | -------------------------------------------- |
| 14    | إسكتلندا         | وسط    | ستيفن مالان                                  |
| 16    | أيرلندا الشمالية | وسط    | إيثان قالبرايث (معار من مانشستر يونايتد)     |
| 17    | إنجلترا          | مهاجم  | ماتيو سميث                                   |
| 18    | إنجلترا          | مهاجم  | كونور مكاليني                                |
| 19    | سويسرا           | مهاجم  | لوران تولاج (معار من برايتون أند هوف ألبيون) |
| 22    | إنجلترا          | وسط    | جاك جنكينز (معار من ليدز يونايتد)            |
| 24    | إنجلترا          | وسط    | لوك بولتون                                   |
| 25    | إنجلترا          | مدافع  | ريتشارد نارتي                                |
| 26    | ويلز             | مدافع  | رايان لييك                                   |
| 32    | ويلز             | مدافع  | ليام شابارد                                  |
| 42    | إنجلترا          | مدافع  | ثيو فازيل                                    |

### فريق التطوير
آخر تحديث 13 يوليو 2022. 
ملاحظة: تشير الأعلام إلى المنتخب الوطني على النحو المحدد في قواعد الأهلية للفيفا. قد يحمل اللاعبون أكثر من جنسية واحدة غير تابعة للفيفا.
| الرقم | البلد   | المركز | اللاعب        |
| ----- | ------- | ------ | ------------- |
| 21    | إنجلترا | وسط    | James Melhado |
| 23    | إنجلترا | مدافع  | Kevin Berkoe  |
| 29    | ويلز    | وسط    | Matt Sargent  |
| 30    | هولندا  | وسط    | Kelly N'Mai   |
| 31    | إنجلترا | حارس   | Joel Torrance |

| الرقم | البلد           | المركز | اللاعب          |
| ----- | --------------- | ------ | --------------- |
| 35    | جمهورية أيرلندا | مدافع  | Josh O'Brien    |
| 36    | ويلز            | مهاجم  | Marcus Dackers  |
| 37    | إنجلترا         | مهاجم  | Djavan Pedro    |
| 45    | إنجلترا         | وسط    | Liam Humbles    |
| 40    | إنجلترا         | وسط    | Alfie Henderson |

### جائزة أفضل لاعب في الموسم
| الموسم  | اللاعب         | المساعد                 |
| ------- | -------------- | ----------------------- |
| 2008–09 | ستيف فوستر     | ستيف فوستر              |
| 2009–10 | مارتن اندروز   | مارتن اندروز رودري جيجز |
| 2010–11 | دارين هوكنهول  | ماتي كروس               |
| 2011–12 | دارين هوكنهول  | دارين هوكنهول           |
| 2012–13 | جيمي روثر      | ريتشي براناغان          |
| 2013–14 | آرون والترز    | آرون والترز             |
| 2014–15 | كريس لينش      | غاريث سيدون             |
| 2015–16 | كريس لينش      | كريس لينش               |
| 2016–17 | سكوت بيرتون    | ميخائيل نوتنغهام        |
| 2017–18 | ليام هوغن      | كارل بيرجياني           |
| 2018–19 | كارل بيرجياني  | كارل بيرجياني           |
| 2019–20 | ايبو توراي     | ايبو توراي              |
| 2020–21 | فاتسلاف هلادكي | فاتسلاف هلادكي          |

## موظفوا النادي
قائمة فريق عمل نادي سالفورد سيتي:
| منصب              | طاقم العمل   |
| ----------------- | ------------ |
| مالك              | ديفيد بيكهام |
| مالك              | نيكي بات     |
| مالك              | ريان غيغز    |
| مالك              | بيتر ليم     |
| مالك              | غاري نيفيل   |
| مالك              | فيل نيفيل    |
| مالك              | بول سكولز    |
| رئيس مجلس إدارة   | كارين بيرد   |
| المدير الرياضي    | كريس كاسبر   |
| سكرتير النادي     | أندرو جيبلين |
| المدرب            | غاري بوير    |
| مساعد مدرب        | بيلي بار     |
| مدرب حراس المرمى  | كارلو ناش    |
| محلل الفريق الأول | روس دنكان    |

| منصب                                | طاقم العمل     |
| ----------------------------------- | -------------- |
| رئيس قسم الأداء                     | جون لوكاس      |
| اخصائي العلاج الطبيعي               | ستيف فالاساكيس |
| عالم الرياضة                        | روب ويليامز    |
| مدرب                                | ميك راثبون     |
| طبيب النادي                         | مبين ابراهيم   |
| رجل المعدات                         | بول راشتون     |
| محلل الفريق الأول                   | تشارلي كومر    |
| مدرب                                | داني بيرن      |
| مدرب فريق تحت 18 عاما               | جاري سامبسون   |
| مدير الأكاديمية                     | لوك مورغان     |
| مدرب حارس مرمى الأكاديمية           | جوردان بوث     |
| اخصائي العلاج الطبيعي في الأكاديمية | لوسي وير       |
| محلل الأكاديمية                     | لويس كاي       |

### التاريخ الإداري
| الاسم                      | الفترة    | الانجازات                                                                           |
| -------------------------- | --------- | ----------------------------------------------------------------------------------- |
| جاري فيلووز                | 2005–2008 | دوري المقاطعات الشمالي الغربي 2007–08 (ترقية وظيفية)                                |
| اشلي بيري                  | 2008      |                                                                                     |
| نيل هول                    | 2009      |                                                                                     |
| بول رايت                   | 2009–2010 |                                                                                     |
| رودري غيغز                 | 2010–2012 |                                                                                     |
| دارين شيريدان              | 2012–2013 |                                                                                     |
| فيل باور                   | 2013–2015 |                                                                                     |
| أنتوني جونسون برنارد مورلي | 2015–2018 | الدوري الشمالي الممتاز 2014–15 الدوري الشمالي الممتاز 2015–16 الدوري الوطني 2017–18 |
| جراهام الكسندر             | 2018–2020 | نهائي الدوري الوطني 2019 الفائز                                                     |
| ريتشي ويلينز               | 2020–2021 | نهائي كأس الدوري الإنجليزي لكرة القدم 2020 الفائز                                   |
| غاري بوير                  | 2021–     |                                                                                     |

## مواسم
| السنة   | الدوري (الدرجة)                     | ل  | ف  | ت  | خ  | له | ع   | ف.أ | نقاط | المركز                               | أفضل هداف في الدوري (أهداف) | FA Cup | EFL Cup  | FA Trophy | EFL Trophy | متوسط الحضور |
| ------- | ----------------------------------- | -- | -- | -- | -- | -- | --- | --- | ---- | ------------------------------------ | --------------------------- | ------ | -------- | --------- | ---------- | ------------ |
| 2007–08 | دوري المقاطعات الشمالية الغربية (9) | 38 | 26 | 6  | 6  | 75 | 35  | 40  | 84   | 2nd (of 20) الصعود كوصيف             | ? (?)                       | PR     | لم يتأهل | لم يتأهل  | لم يتأهل   | ?            |
| 2008–09 | الدوري الشمالي الممتاز (8)          | 40 | 10 | 6  | 24 | 59 | 107 | −48 | 36   | 20th (of 21)                         | ستيف فوستر (17)             | QR2    | لم يتأهل | QR1       | لم يتأهل   | ?            |
| 2009–10 | الدوري الشمالي الممتاز (8)          | 42 | 16 | 8  | 18 | 63 | 74  | −11 | 56   | 11th (of 22)                         | ? (?)                       | QR3    | لم يتأهل | QR3       | لم يتأهل   | ?            |
| 2010–11 | الدوري الشمالي الممتاز (8)          | 44 | 17 | 11 | 16 | 68 | 73  | −5  | 62   | 12th (of 23)                         | ? (?)                       | QR1    | لم يتأهل | PR        | لم يتأهل   | ?            |
| 2011–12 | الدوري الشمالي الممتاز (8)          | 42 | 14 | 10 | 18 | 69 | 71  | −2  | 52   | 13th (of 22)                         | ? (?)                       | PR     | لم يتأهل | QR2       | لم يتأهل   | ?            |
| 2012–13 | الدوري الشمالي الممتاز (8)          | 42 | 11 | 13 | 18 | 65 | 79  | −14 | 46   | 16th (of 22)                         | ? (?)                       | QR2    | لم يتأهل | PR        | لم يتأهل   | 117          |
| 2013–14 | الدوري الشمالي الممتاز (8)          | 42 | 15 | 7  | 20 | 68 | 80  | −12 | 52   | 12th (of 22)                         | مارك باترسبي (11)           | PR     | لم يتأهل | PR        | لم يتأهل   | 138          |
| 2014–15 | الدوري الشمالي الممتاز (8)          | 42 | 30 | 5  | 7  | 92 | 42  | 50  | 95   | 1st (of 22) الصعود كبطل الدوري       | غاريث سيدون (24)            | QR2    | لم يتأهل | PR        | لم يتأهل   | 383          |
| 2015–16 | الدوري الشمالي الممتاز (7)          | 46 | 27 | 9  | 10 | 94 | 48  | 46  | 90   | 3rd (of 24) الصعود من خلال التصفيات  | داني ويبر (16)              | R2     | لم يتأهل | QR1       | لم يتأهل   | 703          |
| 2016–17 | دوري الشمال الوطني (6)              | 42 | 22 | 11 | 9  | 79 | 44  | 35  | 77   | 4th (of 22) خسر في الدور نصف النهائي | مايك فينيكس (16)            | QR3    | لم يتأهل | QR3       | لم يتأهل   | 1,430        |
| 2017–18 | دوري الشمال الوطني (6)              | 42 | 28 | 7  | 7  | 80 | 45  | 35  | 91   | 1st (of 22) الصعود كبطل الدوري       | جاك ريدشاو (17)             | QR2    | لم يتأهل | QR3       | لم يتأهل   | 1,626        |
| 2018–19 | دوري الرابطة الوطنية (5)            | 46 | 25 | 10 | 11 | 77 | 45  | 32  | 85   | 3rd (of 24) الصعود من خلال التصفيات  | آدم روني (21)               | R1     | لم يتأهل | R3        | لم يتأهل   | 2,509        |
| 2019–20 | الدوري الإنجليزي الدرجة الثانية (4) | 37 | 13 | 11 | 13 | 49 | 46  | 3   | 50   | 11th (of 24)                         | آدم روني (8)                | R1     | R1       | لم يتأهل  | البطل      | 2,997        |
| 2020–21 | الدوري الإنجليزي الدرجة الثانية (4) | 46 | 19 | 14 | 13 | 54 | 34  | 20  | 71   | 8th (of 24)                          | يان هندرسون (17)            | R2     | R2       | لم يتأهل  | R2         | 0            |
| 2021–22 | الدوري الإنجليزي الدرجة الثانية (4) | 46 |    |    |    |    |     |     |      | tbd (of 24)                          |                             | tbd    | R1       | لم يتأهل  | tbd        |              |

## التكريم والإنجازات

### الدوريات
دوري الرابطة الوطنية (المستوى الخامس)
- الفائزون في المباريات الفاصلة: 2018–19

دوري الشمال الوطني (المستوى السادس)
- الأبطال: 2017-18

الدوري الشمالي الممتاز (إنجلترا) (المستوى السابع)
- الفائز في المباراة الفاصلة: 2015–16

الدوري الشمالي الممتاز (إنجلترا) (المستوى الثامن)
- الأبطال: 2014–15 [108]

دوري كرة القدم في المقاطعات الشمالية الغربية (إنجلترا) (المستوى التاسع)
- ترقية المركز الثاني: 2007–08

### الكؤوس
كأس دوري كرة القدم الإنجليزية
- الأبطال: 2019-20

كأس مانشستر يونايتد
- الفائز (2): 1977-78، 1978-79

- الوصيف (3): 1989–90، 2001–02، 2012–13 [246]

 دوري المقاطعات الشمالية الغربية كأس تحدي الدوري
- الفائز (1): 2005–06

كأس لانكشاير للهواة
- الفائز (3) أعوام: 1971، 1973، 1975

## لبوات سالفورد سيتي
في عام 2018، أنشأ النادي فريقًا نسائيًا ، أطلق عليه اسم لبوات سالفورد سيتي ،  لعب الفريق في دوري كرة القدم للسيدات في مانشستر الكبرى. في المباراة الأولى من الموسم ، سجلوا فوزًا (13-0) على أورمستون ميدوسايد ، وسجلت اللاعبة فيروز عبد الله ستة أهداف. في الموسم الأول للنادي ، فازوا ببطولة الدوري بفارق هدف +116 هدف ووصلوا إلى نهائيات الكؤوس ثلاث مرات.